# Katechumenát

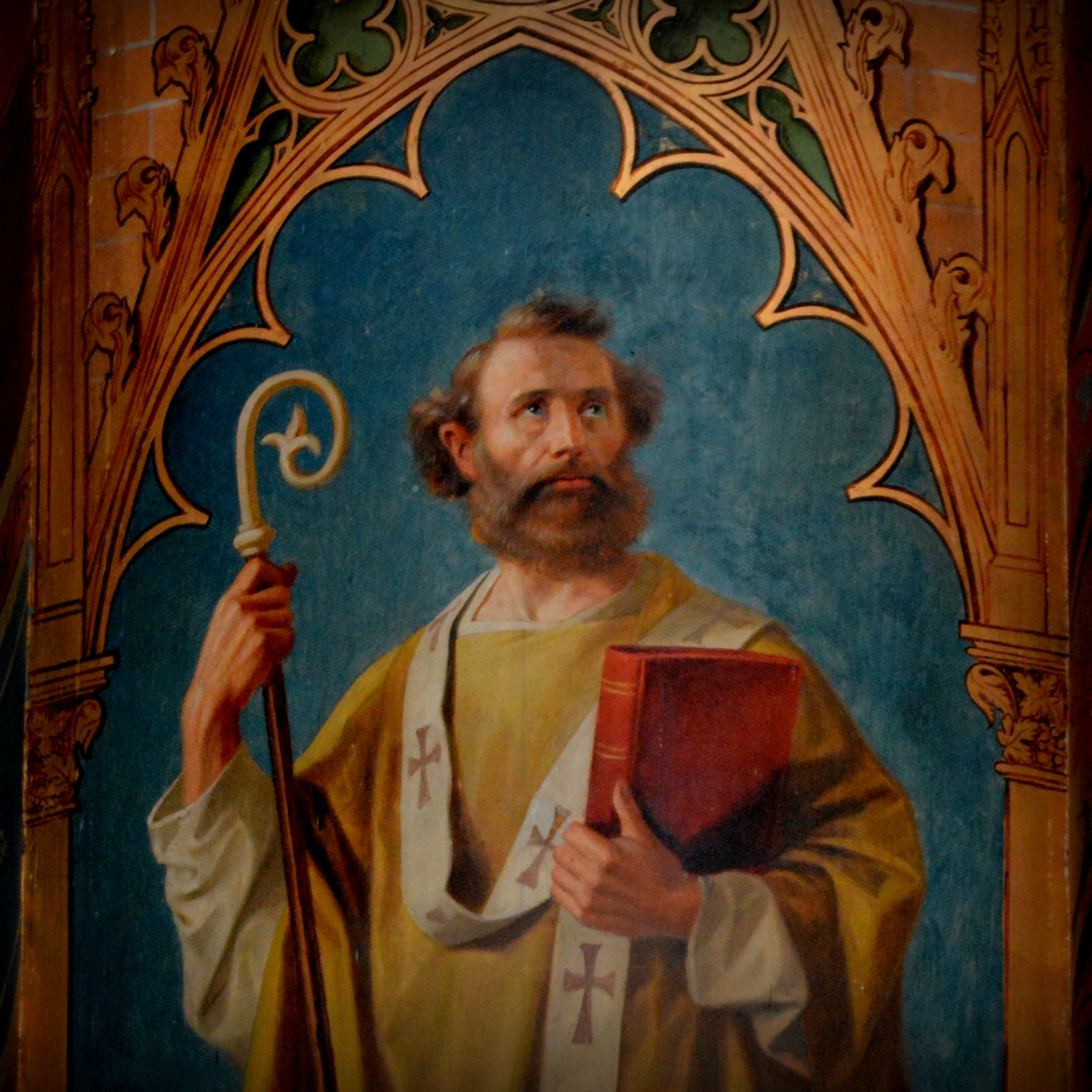
Cyril Jeruzalémský, autor 18 katechumenátních a 5 mystagogických katechezí z druhé poloviny 4. století

Katechumenát je původně formační proces, který se v křesťanském starověku používal jako iniciace do církevního života a který vrcholil přijetím tří svátostí křesťanské iniciace (křtu, biřmování a eucharistie). Skládala se především z katecheze doprovázené základními požadavky – obrácením a pokáním – a z různých obřadů.
Od 6. století se katechumenátní praxe přestala používat. V katolické církvi se však od 16. století objevují snahy o její znovuzavedení. Ty vyvrcholily obnovením katechumenátu vyhlášeným II. vatikánským koncilem a vydáním Ordo Initiationis Christianae Adultorum (1972). Dílo bylo přeloženo do češtiny a vydáno pod názvem Uvedení do křesťanského života (1987).
V pokoncilním vývoji se pojem katechumenát rozšířil a vztahuje se na další katechetické procesy (prekatechumenát, postkatechumenát, deuterokatechumenát, tritokatechumenát) a na různá církevní hnutí (např. neokatechumenátní cesta apod.).

## Katechumenát v křesťanském starověku

### Historický vývoj katechumenátu

#### Od počátků k církevnímu míru (1. – 3. století)
V Novém zákoně nenajdeme strukturovaný katechumenátní projekt jako takový. Čtení některých textů by totiž mohlo vést k domněnce, že každý zájemce byl pokřtěn bez dostatečné přípravy. Tytéž novozákonní texty však skrývají stopy křestní katecheze, stejně jako potvrzení, že ke křtu nebyl skutečně připuštěn nikdo bez náležité přípravy. Prvním kritériem, které musel uchazeč o křest v apoštolské době ověřit, byla víra jako bezpodmínečné přilnutí k Bohu a Ježíši Kristu. V tomto případě se jednalo o víru. 
Ve druhém století nacházíme důkazy o zavedené katechumenátní praxi. Díla jako Hermův Pastýř nebo první Apologie Justina Mučedníka svědčí o existenci procesu předcházejícího křtu, jakož i o určitých morálních požadavcích a postojích, které se od uchazečů o křest vyžadují. V této době se také zrodila postava kmotra jako osoby pověřené představením uchazeče o křest křesťanskému společenství a vydáním svědectví o jeho životě. Toto období přípravy na křest se objevuje současně na Východě i na Západě.
Třetí století bylo definováno jako „zlatý věk katechumenátu“. V tomto století a až do církevního míru prožívala tato instituce své nejplodnější období na pastorační úrovni. Autoři jako Hippolyt Římský, Klement a Origenes Alexandrijský, Cyprián Kartaginský a Tertulián svědčí ve svých spisech o zavedené praxi v celé církvi, strukturované do etap přerušovaných různými obřady a náročné v požadavcích na přijetí ke křtu. Doba trvání katechumenátu v této době byla přibližně tři roky. Skutečnost, že značná část mučedníků byla stále katechumeny, však dokazuje, že období katechumenátu mohla být poměrně dlouhá.

#### Katechumenát v novém sociálním paradigmatu (4. – 5. století)
S nástupem císaře Konstantina k moci ve 4. století a jeho novou politikou náboženské tolerance – ztělesněnou v Milánském ediktu – výrazně vzrostl počet lidí, kteří chtěli vstoupit do církve. To vedlo k větší a pečlivější pozornosti věnované katechumenátu. V důsledku toho bylo toto století nejplodnější, pokud jde o tvorbu křestních a mystagogických katechezí na Východě i na Západě. Je to století biskupů katechetů, mezi nimiž z latinských autorů vynikají osobnosti jako Ambrož Milánský, Augustin z Hippo, Nikéta z Remesiany, Lev Veliký a Petr Chrysolog, na křesťanském Východě pak Cyril Jeruzalémský, Jan Zlatoústý a Theodor z Mopsuestie.
Tento teoretický vývoj kontrastuje s katechumenátní praxí ve 4. a 5. století. Politika Konstantina a Theodosia vedla k četným konverzím z osobních důvodů. Mnoho lidí vstoupilo do katechumenátu, aby mohli užívat titul „křesťan“, který jim byl udělen, a s ním spojená občanská privilegia. Mnozí z těchto katechumenů se však později zdráhali přijmout svátosti, takže pastýři, vědomi si nové situace, zaměřili své úsilí na bezprostřední přípravu ke křtu během postní doby. Biskupové jako Cyril Jeruzalémský si jsou vědomi falešných pohnutek, které mnohé tlačí do církve, a potvrzují to ve svých katechezích:
Je možné, že přijdete i z jiného důvodu; může se stát, že manžel chce získat manželku, a to je důvod jeho příchodu. A může tomu být i naopak, neboť totéž lze říci o ženách; a často chce sluha potěšit svého pána nebo přítel svého přítele. Přijímám návnadu háčku a přijímám tě, i když přicházíš bez správného úmyslu, dobře doufajíc ve tvou spásu.
– Cyril Jeruzalémský, Procatequesis
Katechumenát jako proces se začal rozmělňovat. Ve skutečnosti již neměl pevně stanovenou dobu trvání, ale osciloval mezi dlouhými časovými úseky – v případě těch katechumenů, kteří se zdráhali – a velmi krátkými časovými úseky u těch, kteří byli lépe disponováni. Jestliže elvírský koncil v roce 300 stanovil dobu trvání na dva roky, nicejský koncil v roce 325 trval na tom, že „pro katechumena je nutná doba s ohledem na křest“. Faktické potlačení katechumenátu ve prospěch postního vyučování již signalizovalo počátek úpadku, který se v následujících staletích ještě více prohloubil. Ve skutečnosti se katechumenát stal součástí katechetického procesu.

#### Úpadek starověkého katechumenátu (od 6. století)
V 6. a 7. století dochází k přelomu mezi starověkou a středověkou církví. Během těchto staletí katechumenát jako instituce postupně degeneruje a stává se souborem obřadů. Ty se totiž na úkor katecheze množí a počet skrutinií se zvyšuje ze tří na sedm. Křest se navíc už neuděluje výhradně o Velikonocích, ale slaví se o různých slavnostech a svátcích svatých.
Je těžké určit příčiny této degenerace katechumenátu. Dujarier poukazuje na to, že historiografie má tendenci za hlavní příčinu považovat všeobecné rozšíření křtu dětí. Dalšími možnými příčinami mohlo být považování společnosti za již křesťanskou a zmnožení farností, které bránilo jednotnému slavení, jemuž by předsedal biskup.
Nicméně ani v raném středověku nebyla nouze o osobnosti, které se snažily udržet katechumenát při životě. Mezi nimi byli významní biskupové Martin z Bragy (6. století) a Bonifác z Mohuče (8. století), stejně jako opat Alkuin z Yorku (8. století).
Sokrates z Konstantinopole, když mluví o obrácení Burgunďanů, říká, že jeden biskup z Galie se spokojil s tím, že je sedm dní poučoval. Pokud byl katechumen náhle v nebezpečí smrti, byl na místě pokřtěn. Obecně bylo ponecháno na obezřetnosti biskupů, aby dobu výuky a zkoušek prodloužili nebo zkrátili podle potřeby a dispozic, které u katechumenů viděli.

### Fáze katechumenátu
Katechumenát nebyl homogenní institucí ani v čase, ani v prostoru. Existovaly však určité společné prvky, které nám umožňují vidět globální vizi etap této výuky. 

#### Přijetí do katechumenátu
Přijetí do katechumenátu bylo již první fází procesu. Ti, kdo chtěli být pokřtěni, museli projít zkouškou a splnit určité morální požadavky, aby mohli být připuštěni k obřadu. O tom svědčí Apoštolská tradice Hippolyta Římského ze 3. století, která obsahuje seznam povolání, jež jsou žadatelům o přijetí zakázána. Také Origenes ve stejném století zaznamenává podobné požadavky pro přijetí do alexandrijské církve. Toto přijetí bylo doprovázeno různými obřady, včetně modlitby exorcismu, okusení soli a znamení křížem na čele.

#### Období katechumenátu
Druhá etapa katechumenátu byla nejdelší. Její délka byla různá, ale nikdy nebyla kratší než dva nebo tři roky. Během ní se katechumen účastnil první části mše z vyhrazeného místa v liturgickém shromáždění. Byla to také doba, kdy se účastnil katechetického vyučování. Tato etapa se s příchodem církevního míru začala obsahově vyprazdňovat, neboť mnozí katechumeni odkládali křest na neurčito. Žadatel o křest se nyní nazývá katechumen nebo naslouchající, čímž se odlišuje jednak od pohanů, jednak od již pokřtěných – věřících.

#### Postní příprava
Třetí a poslední fází katechumenátu byla bezprostřední příprava na křest. Toto období trvalo po celou dobu postní až do velikonoční vigilie, kdy katechumeni přijímali svátosti křesťanské iniciace. Vstup do této fáze se uskutečňoval prostřednictvím nomendatio, úkonu, kterým katechumen dával své jméno, aby mohl být pokřtěn o následujících Velikonocích. Každoročně o slavnosti Zjevení Páně biskup oznamoval datum Velikonoc a vyzýval katechumeny, aby uvedli své jméno ke křtu. Od té chvíle dostávali jméno competentes, electos nebo osvícení.

### Účast katechumenů na liturgických shromážděních
Katechumeni se od věřících odlišovali nejen jménem, které nosili, ale také místem, které v církvi zaujímali. Byli spolu s kajícníky pod portikem nebo na přední galerii baziliky. Nesměli se účastnit slavení svatých tajemství, ale hned po evangeliu a poučení jim jáhen říkal silným hlasem: Ite, catechumeni, missa est, což doslova znamená Jděte pryč, katechumeni, (shromáždění) bylo rozpuštěno (má to také význam posílání, missa pochází od mittere, což také znamená posílat). Této části mše se také říkalo mše katechumenů (missa catechumenorum). Podle kánonu Oranžského koncilu se zdá, že jim nebylo dovoleno modlit se s věřícími; byl jim podáván požehnaný chléb, nazývaný z tohoto důvodu chléb katechumenů, jako symbol přijímání, k němuž mohli být v budoucnu připuštěni.

## Katechumenát v současné době
V závislosti na křesťanském vyznání může být katechumenát prodloužen, ale nemusí. Například v protestantských církvích je katechumenát obvykle velmi krátký a v mnoha případech je délka ponechána na uvážení budoucího neofyty. 

### Katolická církev
V návaznosti na tradici starověké církve je katechumenát v katolické církvi obdobím, které může být prodlouženo a má několik fází nebo „základních prvků“:
...ohlášení slova, přijetí evangelia, které vede k obrácení, vyznání víry, křest, vylití Ducha svatého, přistoupení k svatému přijímání.
— Katechismus katolické církve (KKC) §1229
Považuje se za období dozrávání v obrácení a víře, i když se již hovoří o určité příslušnosti k církvi („ spojení“), a ti, kteří zemřou, aniž by byli pokřtěni, jsou považováni za to, že jejich touha přijmout křest je zárukou jejich spásy. Nicméně rozšířená praxe křtu dětí znamená, že ve skutečnosti jen málokdo tuto přípravu skutečně přijímá nebo přijímá, a dokonce až do II. vatikánského koncilu se od této instituce jako takové upustilo. Hovoří se o „katechumenátu po křtu („pokřestní katechumenát)“ a Katechismus katolické církve zmiňuje, že konstituce Sacrosanctum Concilium č. 64 obnovila katechumenát, jehož rituální prvky byly upraveny v Ordo initiationis christianae adultorum schváleném v roce 1972. Lze tedy dokonce znovu hovořit o „ordo katechumenů“.
Stává se také všestrannějším tím, že umožňuje začlenění kulturních prvků specifických pro misijní země, které obohacují symboliku obřadu. Obřad křtu, který se obvykle slaví o velikonoční vigilii, zahrnuje přijetí dalších svátostí křesťanské iniciace: biřmování, svaté přijímání. Obřad křtu, který se obvykle slaví o velikonoční vigilii, zahrnuje přijetí dalších svátostí křesťanské iniciace: biřmování, svaté přijímání. 
Když se hovoří o obřadu křtu, katechismus srovnává ponoření katechumena do vody s jeho ponořením do Kristovy smrti. V paragrafu 168 katechismu se při připomínání obřadu křtu dospělých uvádí, že dar, který neofyta od církve žádá, je dar víry.

### Stupně katechumenátu podleUvedení do křesťanského života
Český bohoslužebný text Uvedení do křesťanského života  z roku 1985, který je překladem latinského Ordo initiationis christianae adultorum, rozděluje katechumenát do několika stupňů, které aktualizují starověkou praxi:

1. STUPEŇ
- Obřad přijetí do katechumenátu, který zahrnuje Vstupní dialog („Žádám poznání Ježíše, protože chci patřit mezi jeho učedníky“) a znamená Veřejné přihlášení se do katechumenátu.
  - Označení křížem („Označuji vás znamením Ježíše Krista ukřižovaného. Učte se jej znát a následovat, a jeho láska bude vaší silou.“)
  - Bohoslužba slova při níž je možné vykonat Darování knihy Nového zákona („Dáváme vám Písmo svaté a přejeme vám, abyste v něm vždycky našel/našla světlo a útěchu.“)
  - Propuštění katechumena
- Období katechumenátu a jeho obřady:
  - Bohoslužby slova, kdy cílem je: proniknutí předávané nauky do duše, uvědomění hříšnosti a potřeby pokání; uvedení do modlitby; uvedení do náboženského života celého společenství
  - Mešní exorcismy – prosba o vysvobození z moci zla; prosba o upevnění víry
  - Žehnání katechumenů, která má ukázat Boží lásku a péči církve; vyprošení duchovního dobra
- Další obřady během katechumenátu:
  - První mazání olejem („Olejem, kterým vás mažu, je znamením síly. Vaší silou ať je Kristus, náš Pána a Spasitel, neboť on žije a kraluje na věky věků.“)

2. STUPEŇ
- Obřad zařazení mezi čekatele křtu („vyvolení“, „zapsání jména“) 
  - Představení čekatele křtu a následné Potvrzení žádosti ze strany katechumena („Chcete mít plnou účast na životě církve Kristovy, chcete byt pokřtěn/a a biřmován/a a chcete spolu s námi z jednoho stolu jíst chléb života a pít z kalicha spásy?“)
  - Přijetí mezi čekatele křtu („N, prohlašuji, že vás církev přijímá mezi čekatele křtu, a s radostí vám oznamuji, že (o svaté noci Kristova vzkříšení) budete v Kristově jménu pokřtěn/a a biřmován/a a budete s námi přijímat jeho tělo a krev“; odpověď: „Bohu díky.“)
- Období očišťování a zasvěcování do křesťanské praxe a příslušné obřady
  - Skrutinia (1. – 3.) jádrem skrutiníí jsou exorcismy, mají duchovní smysl záměrem je očišťovat mysl i srdce katechumenů posilovat proti pokušení, aby uzrál jejich správný úmysl aby niterněji lnuli ke Kristu a rozhodněji pokračovali ve snaze milovat Boha
  - Svěření symbola (vyznání víry) („Předstupte před toto shromáždění, neboť církev vám chce svěřit své vyznání víry.“)
  - Svěření modlitby Páně („Předstupte před toto shromáždění, neboť církev vám chce svěřit modlitbu, kterou přijala od svého Pána, Ježíše Krista.“)
- Bezprostřední příprava na křest:
  - Složení vyznání víry („Bože, tys povolal tohoto našeho katechumena/tuto naši katechumenku, aby poznával/a tvou lásku a měl (a) účast na tajemství života tvého Krista, dej mu/jí pevnou víru, ať tě nevyznává jen ústy, ale celým svým životem.“) Potom čekatel křtu říká vyznání víry.
  - Obřad „Efeta“ („Efeta, to jest "Otevři se": k chvále a slávě Boží vyznávejte víru, kterou jste přijal/a.“)
  - Volba křestního jména („N, od nynějška se budete jmenovat N“). Pokud se jméno nemění, celebrant vyloží křesťanský smysl jména již dříve přijatého od rodičů.
  - Mazání olejem („Olejem, kterým vás mažu, je znamením síly. Vaší silou ať je Kristus, náš Pán a Spasitel, neboť on žije a kraluje na věky věků.“)

3. STUPEŇ
- Přijetí svátostí
  - Obřadu křtu předchází Litanie; Svěcení vody; Zřeknutí se zlého; Mazání olejem katechumenů; Vyznání víry
    - KŘEST („N, já vás křtím ve jménu Otce i Syna i Ducha svatého“),
    - následuje Pomazání křižmem; Obléknutí do bílého roucha; Předání hořící svíce

  - Obřad biřmování („N, přijměte pečeť daru Ducha svatého“)
  - Slavení eucharistie – před svatým přijímáním může celebrant připomenout nově pokřtěnému, že slavením eucharistického tajemství vrcholí uvádění do křesťanského života a tato svátost je středem celého křesťanského života.

OBDOBÍ MYSTAGOGIE

Aby první kroky nově pokřtěných byly jistější, je žádoucí, aby jim byla v každé situaci poskytována pozorná a přátelská pomoc společenství věřících, jejich kmotrů a duchovních správců. Je třeba se všestraně postarat o to, aby byli plně začleněni do společenství. Doporučuje se, aby se ve výročí křtu nově pokřtění znovu shromáždili, aby děkovali Bohu a aby si mohli vyměnit své duchovní zkušenosti i načerpat nové síly.